# اراده تالگانووا
 اراده تولیاگانووا (ازبکی: [Iroda To'laganova, Ирода Тўлаганова] Error: {{Lang}}: متن دارای نشانه‌گذاری ایتالیک است (راهنما)؛ زاده ۷ ژانویهٔ ۱۹۸۲) یک تنیس‌باز اهل ازبکستان است.